# Обнаружение объектов

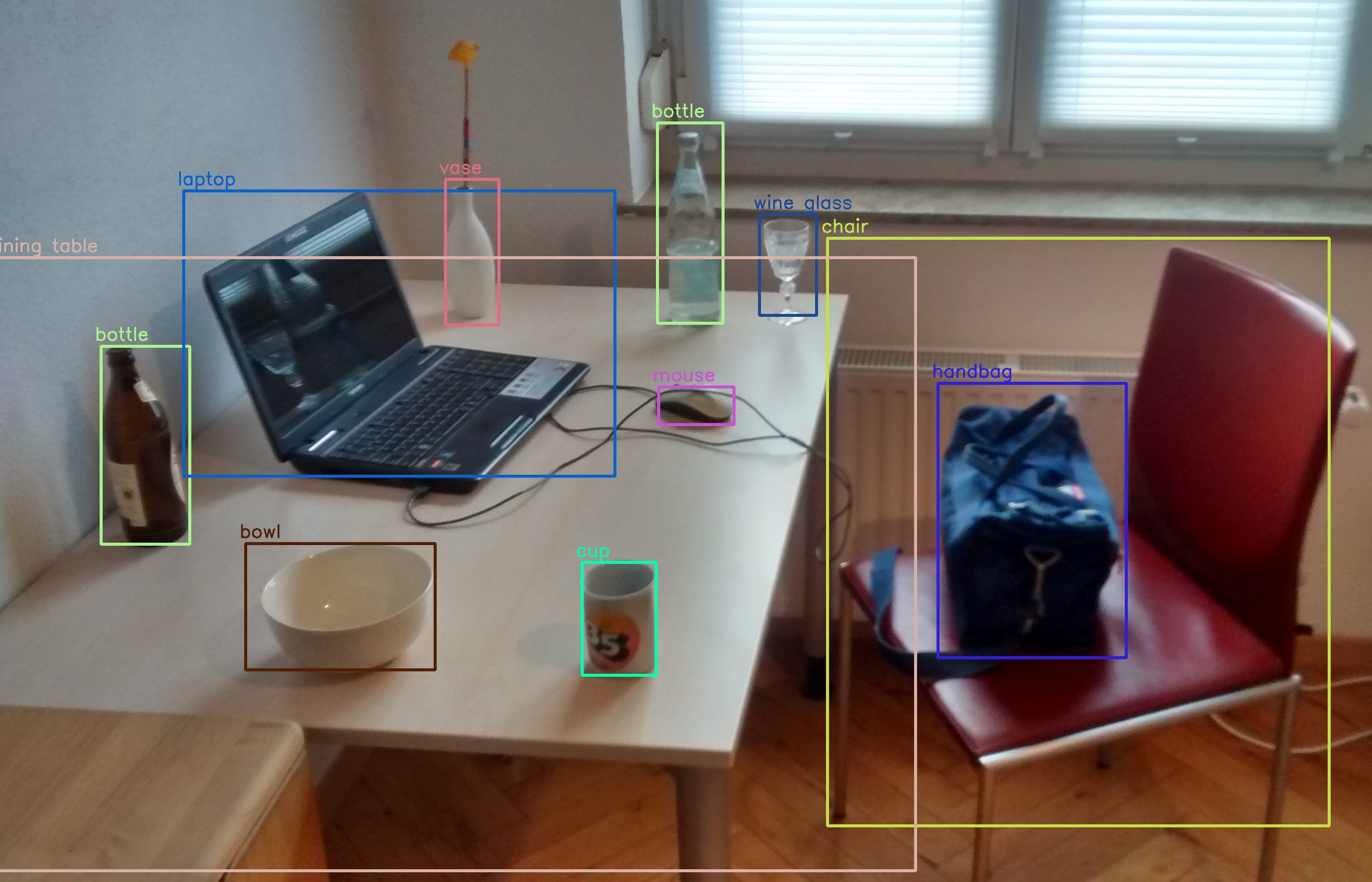
Объекты, обнаруженные с помощью глубокой нейронной сети YOLOv3, обученной на наборе данных COCO, способном обнаруживать объекты 80 различных классов.

Обнаружение объектов (англ. Object Detection) — это компьютерная технология, относящаяся к компьютерному зрению и обработке изображений, которая занимается обнаружением экземпляров семантических объектов определенного класса (например, людей, зданий или автомобилей) в сигналах в виде цифровых изображений и видео. Хорошо изученные области обнаружения объектов включают обнаружение лиц и обнаружение пешеходов. Обнаружение объектов применяется во многих областях компьютерного зрения, например, видеонаблюдение.